# NGC 1178
NGC 1178 je zvijezda u zviježđu Perzeju. 

## Vanjske poveznice
- SEDS: NGC 1178